# Imperiós
Imperiós (en llatí Imperiosus "imperiós, dominador") era un renom que van portar tres membres de la gens Mànlia:
- Luci Manli Capitolí Imperiós, dictador el 363 aC.
- Gneu Manli Capitolí Imperiós, cònsol el 359 aC i 357 aC.
- Tit Manli Imperiós Torquat, dictador el 353 aC.